# Torre del Barranc d'Aigües
La Torre del Barranc d'Aigües o de Reixes és una construcció defensiva situada al municipi del Campello, al País Valencià. Fou edificada al segle xvi sobre el turó de Reixes, des d'on s'albira la costa. La seua funció era la de vigilància, depenent del castell de Santa Bàrbara, situat a la ciutat d'Alacant, formant part del sistema defensiu davant els atacs dels pirates barbarescs. És de forma cilíndrica assentada en base, de huit metres de diàmetre i deu d'alçària. Es tracta d'una típica torre de vigilància, com d'altres que es troben al llarg de la costa valenciana, que va ser construïda mitjançant maçoneria. Actualment, ha desaparegut la seua part superior, i es troba la resta del seu cos en un bon estat de conservació.